# Завръщане в Оз
„Завръщане в Оз“ (на английски: Return to Oz) е фентъзи от 1985 г. на Уолт Дисни Пикчърс, режисиран и написан от Уолтър Мърч, и е продуциран от Пол Маслански. Във филма участват Никол Уилямсън, Джийн Марш, Пайпър Лори и Файруза Балк в ролята на Дороти Гейл в нейният дебют в киното. Филмът е неофициално продължение на „Магьосникът от Оз“ (1939) от Метро-Голдуин-Майер, и е базиран на романите „Страната на Оз“ и „Озма от Оз“, написани от Лиман Франк Баум. В сюжета на филма, Дороти се завръща в страната на Оз, която открива, че страната е завладяна от кралят на Ном, тя трябва да я възстанови с новите й приятели Билина, Тик-Ток, Джак Пъмпкинхед, Гъмп и Принцеса Озма.
Премиерата на филма е на 21 юни 1985 г. в Съединените щати. Получава номинация „Оскар“ за най-добри ефекти.

## Актьорски състав
- Файруза Балк – Дороти Гейл
- Никол Уилямсън – доктор Джей Би Уорли/Кралят на Ном
- Джийн Марш – сестра Уилсън/Момби
  - Софи Уорд – Момби II
  - Фиона Виктъри – Момби III
- Пайпър Лори – леля Ем
- Мат Кларк – чичо Хенри
- Ема Ридли – момичето в болницата/принцеса Озма
- Джъстин Кейс – Плашилото
- Брус Боа – Полицаят

Озвучаващ състав
- Денис Брайър – Билина
- Шон Барет – Тик-Ток
- Браян Хенсън – Джак Пъмкинхед
- Лайл Конуей – Гъмп
- Понс Маар – пратеникът на Ном
- Беатрис Мърч – принцеса Озма (не е посочена в надписите)

Кукловоди
- Мак Уилсън – Билина
  - Тимъти Д. Роуз – Тик-Ток (главен оператор)
  - Майкъл Съндин – Тик-Ток (изпълнител в костюм)
- Браян Хенсън – Джак Пъмкинхед (главен оператор)
  - Стюарт Ларандж – Джак Пъмкинхед (изпълнител на тялото)
- Лайл Конуей – Гъмп
- Стив Нортингтън – Гъмп
- Дийп Рой – Тенекиения човек
- Джон Александър – Страхливият лъв

## Снимачен процес
Снимките започват на 20 февруари 1984 г. и приключват през октомври 1984 г.

## В България
В България филмът е излъчен по Канал 1 на 18 януари 2003 г. в събота от 13:00 ч.
През 2017 г. е излъчен многократно по FOX с войсоувър дублаж, записан в „Доли Медия Студио“. Екипът се състои от:
| Преводач            | Боряна Богданова                                                     |
| Озвучаващи артисти  | Мина Костова Ася Рачева Цветослава Симеонова Иван Велчев Росен Русев |
| Тонрежисьор         | Ясен Пенчев                                                          |
| Режисьор на дублажа | Йоанна Микова                                                        |